# Теплоізоляційні матеріали

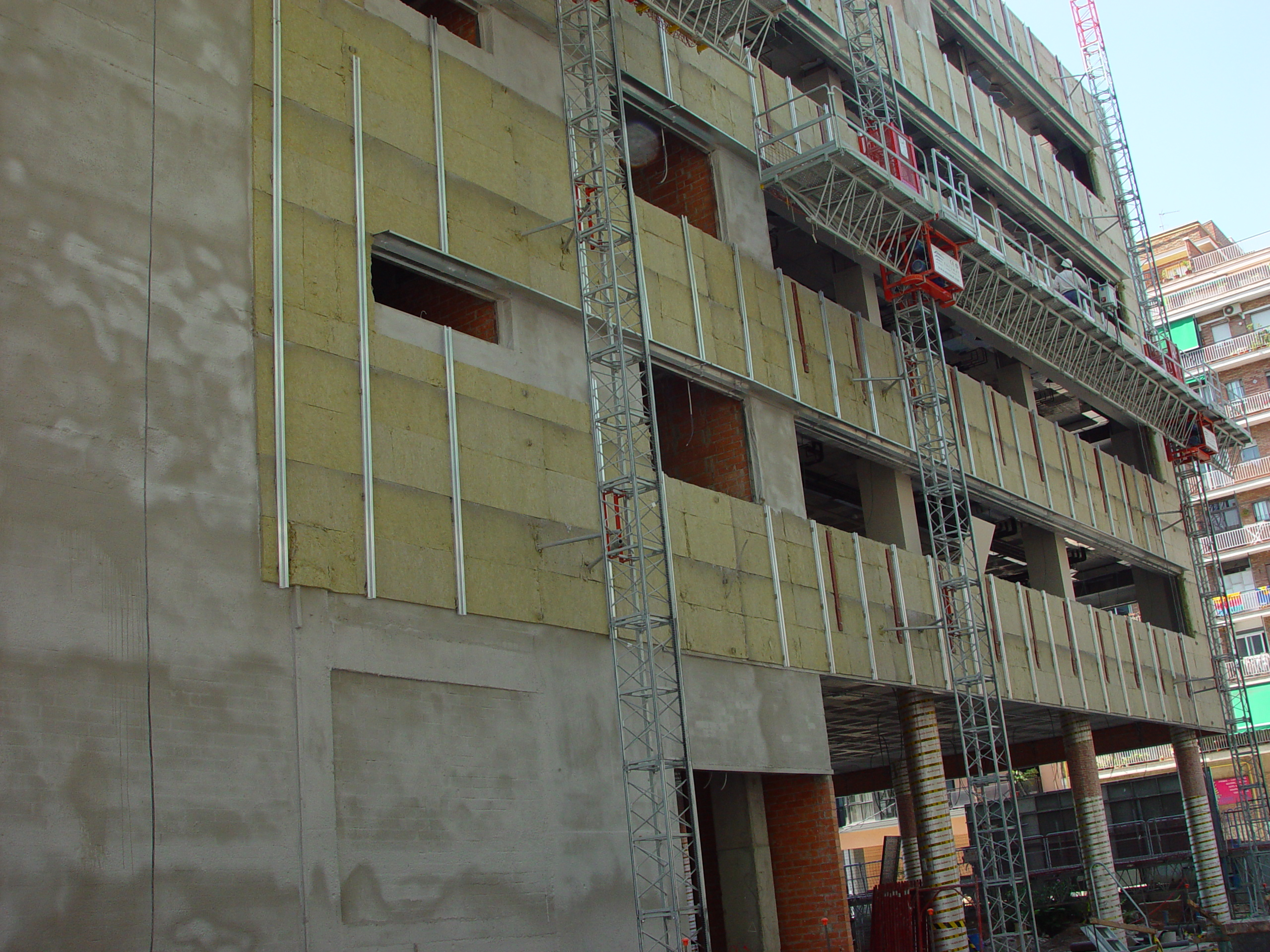
Теплоїзоляція будинку з використанням матів кам'яної вати (базальтової вати)

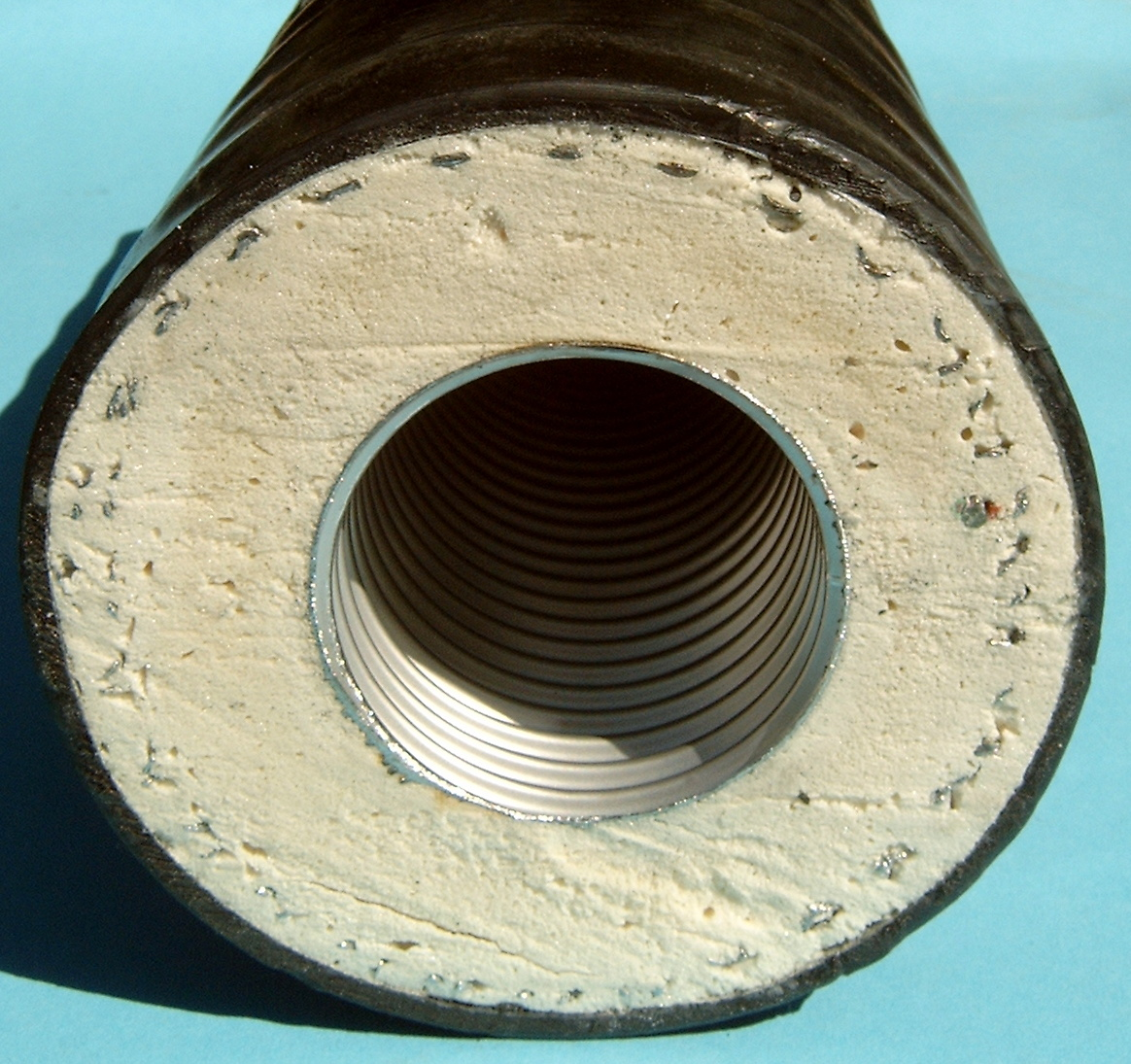
Спінені теплоізолятори, що застосовуються при ізолюванні труб

Теплоізоляці́йні матеріа́ли — матеріали, що відрізняються невеликою теплопровідністю. Використовуються для теплової ізоляції огороджувальних конструкцій будівель та інших споруд, промислового устаткування і трубопроводів.
Одна з основних характеристик теплоізоляційних матеріалів — це їх висока пористість і, відповідно, мала середня густина і низька теплопровідність. Застосування теплоізоляційних матеріалів в будівництві дозволяє знизити масу конструкцій, зменшити споживання конструкційних будівельних матеріалів (бетон, цегла, деревина тощо).

## Призначення теплоізоляції
Застосування теплоізоляційних матеріалів призводить до економії основних будівельних матеріалів (цементу, металу, деревини, кераміки), до зменшення товщини і маси стін і інших захисних конструкцій, скорочення витрат праці, транспортних витрат і, врешті, до зниження вартості будівництва. Крім того, використання їх скорочує втрати тепла і витрати палива на опалювання будівель і технологічні процеси.
Теплоізоляційні матеріали істотно покращують комфорт у житлових приміщеннях. Найважливішою метою теплоізоляції будівельних конструкцій є скорочення витрати енергії на опалювання будівлі.

## Види теплоізоляції
Теплоізоляційні матеріали класифікують:
- за об'ємною масою в сухому стані (у кг/м³) — на марки 15, 23, 35, 50, 75, 100, 125, 150, 175, 200, 225, 250, 300, 350, 400, 450, 500, 600 і 700;
- на вигляд за формою — на формовані (листи, плити, мати, рулони, шкаралупи, сегменти, цегла, блоки) і безформних (засипки, набивання, штукатурки і т. д.);
- за характером будови — на жорсткі (плити, камені, цегла, шкаралупи, сегменти), гнучкі (мати, напівжорсткі плити, шнури, джгути, листи, рулони) і рихлі (волокнисті, зернисті, порошкоподібні);

за галуззю застосування — на ізоляційно-будівельні, що використовуються для утеплення конструкцій будівель та інших захисних споруд, ізоляційно-монтажні — для теплової ізоляції промислового устаткування і трубопроводів.
Розрізняють також теплоізоляційні
- неспалимі матеріали, що під впливом вогню або високої температури не горять, не тліють і не обвуглюються;
- важкозаймисті, які під впливом вогню та високої температури важко займаються, тліють або обвуглюються і продовжують горіти чи тліти лише за наявності теплового джерела (після його видалення горіння або тління припиняється);
- спалимі і такі, що продовжують горіти і після видалення теплового джерела під впливом вогню або високої температури займання.

## Властивості
Об'ємна маса теплоізоляційних матеріалів в сухому стані не більше 700 кг/м³, а таких, що застосовуються для ізоляційно-монтажних цілей — не більше 400 кг/м³. Теплоізоляційні матеріали не повинні змінювати властивостей і виділяти речовин, що знижують міцність дотичних елементів конструкцій, викликати корозію металевих поверхонь чи погіршувати якість обробки приміщень, а також виділяти речовини, шкідливі для здоров'я людей чи призводити до псування харчових або інших продуктів.
Виготовляють теплоізоляційні матеріали з матеріалів переважно мінерального походження: азбесту, гіпсу, цементу, вапна, пемзи, гірських порід тощо.
Основні особливості теплоізоляційних матеріалів — невелика об'ємна маса, теплопровідність і значне водопоглинання — обумовлюються їх великою пористістю. Способи утворення пор: вільна засипка пилоподібних, зернистих або волокнистих часток (наприклад, діатоміту, шлаку, скляного або мінерального волокна, спученого перліту або вермикуліту); випар природної або доданої води (гіпс з надлишковим вмістом вологи — мікропорит тощо); випалювання органічних добавок з неорганічних формованих виробів; утворення бульбашок повітря або  газу в твердному цементі або гіпсі механічним способом — введенням повітря при перемішуванні з появою піни (пінобетон) або хімічним способом — додаванням алюмінієвого порошку або перекису водню (газобетон); теплова обробка при підвищених температурах з доведенням до піропластичного стану деяких природних порід або штучних мінеральних сумішей, наприклад, виробництво керамзиту, спученого перліту, вермикуліту, аглопориту тощо.

## Поширені матеріали

### Мінеральна вата

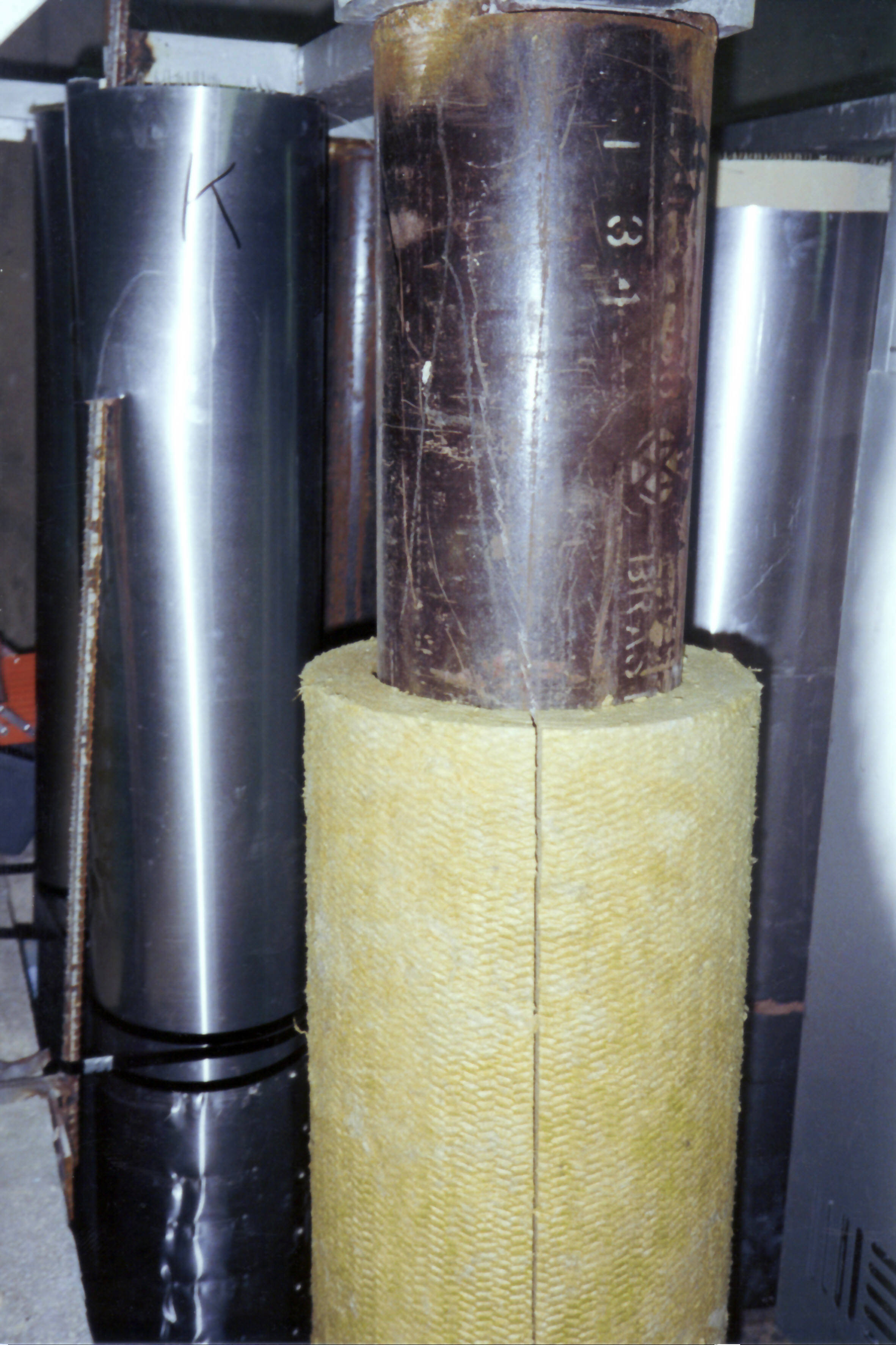
Промислове застосування мінеральної вати (вовни; мінвати)

Найбільш освоєні у виробництві і експлуатації теплоізоляційні матеріали на основі мінеральної вати. До них належать:
- жорсткі формовані вироби (плити, напівциліндри, сегменти) на різних в'язках з об'ємною масою 200 ÷ 400 кг/м³, коефіцієнт теплопровідності в сухому стані (температура 25±5°С) 0,05 ÷ 0,075 ккал/м-ч-град і максимальною температурою застосування 70 °C (бітумна в'язка), 300 °C (в'язка з синтетичних смол) і 500 °C (мінеральна в'язка);
- напівжорсткі і гнучкі вироби (плити, мати, джгути, повсть) з об'ємною масою 75 ÷ 400  кг/м³, коефіцієнт теплопровідності 0,04 ÷ 0,07 ккал/м-ч-град і максимальною температурою застосування від 60 до 600 °C.

Мінеральну вату з об'ємною масою 100 ÷ 200 кг/м³ і коефіцієнтом теплопровідності 0,038 ÷ 0,045 ккал/м-ч-град застосовують як теплоізоляційну засипку при температурі до 600 °C.
Аналогічні вироби з трохи кращими показниками об'ємної маси і теплопровідності виготовляють на основі базальтового і скляного волокна.

### Азбестові матеріали
Освоєні в і експлуатації теплоізоляційні матеріали на основі азбесту: азбестоцементні і асбестомагнезиальні жорсткі формовані вироби з об'ємною масою 300 ÷ 500 кг/м³ і коефіцієнтом теплопровідності 0,07 ÷ 0,09 ккал/м-ч-град; гнучкі вироби (повсть, тканина та інші) з об'ємною масою 100 ÷ 900 кг/м³ і коефіцієнтом теплопровідності 0,045 ÷ 0,075 ккал/м-ч-град; рихлі матеріали для мастичної теплоізоляції. Крім того, волокнистий азбест входить до складу багатьох жорстких формованих теплоізоляційних виробів як армувальний матеріал.

### Вспінені матеріали
Знаходять вживання жорсткі теплоізоляційні вироби з пінобетону, піносилікату, піноскла і піногіпсу. Для монтажної теплової ізоляції застосовують вапняково-кремнеземисті, пінодіатомітові, діатомові (трепельні), перлітові, вермикулітові, совелітові і вулканітові теплоізоляційні вироби з об'ємною масою 200 ÷ 700 кг/м³, коефіцієнтом теплопровідності 0,07 ÷ 0,15 ккал/м-ч-град і максимальною температурою вживання 600 ÷ 900°C (мінеральний зв'язник) і 60 ÷ 150°C (органічний зв'язник).

### Перліт
Розроблені способи виробництва теплоізоляційних матеріалів на основі спученого перліту: скріпленням розрізнених зерен спученого перлітового піску різними мінеральними і органічними сполучними речовинами. З перлітових теплоізоляційних матеріалів освоєні в виробництво і експлуатацію жорсткі перлітоцементні і керамоперлітові вироби, монолітний перлітобітум і засипна ізоляція із спученого перлітового піску. Високотемпературні перлітові вироби (обпалювальний легковаг, керамоперліт і керамоперлітофосфат, використовуються при температурах 700, 900 і 1150 °C) і призначені для футерування електротермічних реакторів, що експлуатуються в середовищі ендогазу, для турбін і трубопроводів пари високих параметрів, теплоізоляції промислових печей. Для теплоізоляції енергоустаткування застосовують переважно перлітовий легковаг, що при високих температурах не лише не дає усадки, але трохи розширюється, компенсуючи цим в значній мірі термічне розширення самого металу. Обпалювальний легковаг з об'ємною масою 150 ÷ 200 кг/м³ можна застосовувати і для утеплення штампованих металевих настилів. Бітумоперліт в моноліті використовують для гідротеплоізоляції покриттів житлових і промислових будівель, а також при безканальній прокладці теплотрас.
| Теплоізоляційні матеріали із спученого перліту                    | Теплоізоляційні матеріали із спученого перліту | Теплоізоляційні матеріали із спученого перліту             | Теплоізоляційні матеріали із спученого перліту | Теплоізоляційні матеріали із спученого перліту | Теплоізоляційні матеріали із спученого перліту                 |
| Матеріал                                                          | Об'ємна маса, кг/м³                            | Коефіцієнт теплопровідності (т-ра 20±5°С), ккал/м× ч ·град | Межа міцності, кгс/см², не менше               | Межа міцності, кгс/см², не менше               | Призначення                                                    |
| Матеріал                                                          | Об'ємна маса, кг/м³                            | Коефіцієнт теплопровідності (т-ра 20±5°С), ккал/м× ч ·град | на стиск                                       | на згин                                        | Призначення                                                    |
| ----------------------------------------------------------------- | ---------------------------------------------- | ---------------------------------------------------------- | ---------------------------------------------- | ---------------------------------------------- | -------------------------------------------------------------- |
| Перлітовий пісок                                                  | 60—250                                         | 0,04—0,06                                                  | —                                              | —                                              | Виробництво бетонів і теплоізоляційних виробів                 |
| Перлітовий щебінь                                                 | 200—400                                        | 0,08—0,12                                                  | 25—60                                          | —                                              | Виробництво бетонів                                            |
| Перлітовий порошок                                                | 40—80                                          | 0,025—0,03 (т-ра −85 °C)                                   | —                                              | —                                              | Устави глибокого холоду і виробництво теплоізоляційних виробів |
| Гіпсоперлітові вироби                                             | 300—400                                        | 0,08—0,10                                                  | 3,0—4,0                                        | —                                              | Термовкладиші                                                  |
| Перлітоцементні вироби                                            | 250—350                                        | 0,06—0,07                                                  | —                                              | 2,9—2,6                                        | Енергетичне технологічне обладнання                            |
| Безвипальні вироби                                                | 250—300                                        | 0,06—0,07                                                  | —                                              | 3,5                                            | Те ж                                                           |
| Силікатоперлітові вироби                                          | 360—600                                        | 0,09—0,15                                                  | 10—25                                          | —                                              | Те ж                                                           |
| Безвипальні вироби на зв'язці з рідкого скла (випальний легковаг) | 100—200                                        | 0,05—0,07                                                  | 2—6                                            | —                                              | Те ж                                                           |
| Керамічні перлітові вироби (керамоперлітові)                      | 250—400                                        | 0,06—0,09                                                  | 3,0—10,0                                       | —                                              | Те ж                                                           |
| Вироби «Перліталь»                                                | 200-250                                        | 0,05-0,06                                                  | 4,6                                            | —                                              | Те ж                                                           |
| Легковагі перлітошамотні вогнетриви                               | 400—800                                        | 0,09—9,16                                                  | 10—35                                          | —                                              | Промислові печі                                                |
| Жаростійкий перлітобетон                                          | 500—800                                        | 0,10—0,18                                                  | 15—60                                          | —                                              | Теплотехнічні споруди                                          |
| Перлітобітумні вироби                                             | 250—450                                        | 0,065—0,105                                                | 4—7                                            | 1,5—2,0                                        | Покрівля та холодильники                                       |
| Латекс-перліт                                                     | 150—250                                        | 0,05—0,06                                                  | 3-6                                            | —                                              | Суднобудування                                                 |
| Керамоперлітофосфатні вироби                                      | 250—400                                        | 0,06—0,09                                                  | 5,0-10,0                                       | —                                              | Промислові печі                                                |

### Поліуретанова піна
Для невеликої за обсягом теплоізоляції використовують поліуретанову піну. До її переваг належить простота використання, можливість заповнювати щілини, властивості парового бар'єру та можливість використання у невеликих обсягах.
До недоліків поліуретанових пін відносять займистість та виділення токсичних речовин під час горіння , необхідність захисту від сонячного світла та розчинників, а також вміст потенційно небезпечних речовин. З часом зростає коефіцієнт теплопровідності, хоча і залишається порівняно низьким.

## Ринок теплоізоляції в Україні
Основні види теплоізоляції, що використовується в Україні, — пінополістирол (екструзійний пінополістирол й інші пінопласти), їх частка становить близько 40 %, мінераловатні і скловатні вироби займають 30 % і 25 % відповідно, і 5 % припадає на інші види теплоізоляційних матеріалів.
Проектування майбутніх об'єктів заморожене, на більшості ж будівель, що вже будуються, з початку-середини осені 2008 року не ведеться робіт. В Україні основними причинами стагнації ринку будівництва можна назвати на банківському і іпотечному ринку. Обсяги кредитування будівельного сектора істотно зменшились, що спричинило за собою зниження попиту на житло і будматеріали.
У 2022 році ринок мінераловатної ізоляції України зменшився на 19% у річному обчисленні в євро, але у 2023 році він показав зростання на 34%. Результат 2024 року показав зростання на 3% у євро, приблизно до 22 млн кв. м. У 2020–2024 роках частка імпортної мінеральної вати становила 17-20%.

## Нормативні вимоги до матеріалів
На теплоізоляційні матеріали поширюються ГОСТи 4640—66, 957372, 10499—67, 6788—62, 2694—67, 16136—70 і 18109—72.